# Mezőkövesdi béke
A mezőkövesdi béke megkötése 1450. március 28-án történt, résztvevői egyik részről Hunyadi János  kormányzó, Hédervári László egri püspök, Palóczi László országbíró főlovászmester, id. Perényi János tárnokmester, Palóczi Simon főlovászmester, Palóczi János, Pelsőczi Bebek István, Nánai Kompolti János főajtónálló mester, Tornai Szilveszter, Serkei Lorántfi György, Ifj. Perényi János zempléni főispán, Kazai Gyulafi György, Berzeviczi Pohárnok István, borsodi főispán, másik részről Giskra János huszita főkapitány, Tworthow Jeszeniczi Miklós, Wlassynyei Jankovszky, Bassóczi Wencesláv voltak.

## Előzményei
1445. májusban Giskra János, ki az országnak a kassai lengyel-magyar fegyverszünetet létrehozta, harmadmagával főkapitány lett a Felvidéken. Noha az 1446 elején hozott törvények e tisztséget eltörölték, Giskra továbbra is bírta a főkapitányi címet és hatalmat. A husziták pedig, neki sem engedelmeskedve, a Szepességben és Sáros megyében testvérek (bratri) név alatt féktelenül garázdálkodtak, a papokat huszita szertartásaikra kényszerítették. Az 1449. pünkösdi országgyűlésen határozatot hoztak, a cseheket meg kell támadni.
Sikertelen apróbb csatározások után a makacs Giskra ellen maga Hunyadi János fegyverrel indult.

## Feltételei
A harcok eredményeként 1450 márciusában Mezőkövesden Hunyadi János és Giskra jelenlétében tartott béketárgyaláson megállapították a béke föltételeit. Kassa, Lőcse, Eperjes, Bártfa, Körmöcbánya, Selmec és Zólyom Giskra birtokában maradt, több cseh csapat pedig kisebb-nagyobb pénzösszeg fejében elhagyta az országot.
Hogy a békét még jobban megszilárdítsa, Hunyadi özvegy húgát Giskrának ígérte feleségül.

## Következményei
A békekötés ellenére azonban a zsoldosvezér később mégsem ismerte el a kormányzó hatalmát, magát László főkapitányának nevezte, pénzt veretett és kiváltságokat osztogatott. Újabb huszita csapatokat hívott az országba, Losonc mellett megerősített egy kolostort, onnan zsarolta a vidéket. A rablófészkeket szorongató Hunyadi Jánost is legyőzte, és a hasztalanul ostromolt Eger kivételével egész Felső-Magyarországot hatalma alá hajtotta. Hunyadi újabb támadására azonban Giskra is békét kötni kényszerült és a kormánynak és a törvényeknek engedelmességet fogadott. Az 1452. évi pozsonyi országgyűlésen azonban meg sem jelent, ezért újra elítélték. Kassát, Lőcsét, Bártfát az iránta való hűség alól feloldották és Cillei Ulrikot bízták meg a városok védelmével. Giskra nemsokára egy időre el is hagyta az országot.